# Porsche 904
Porsche 904 är en sport- och racerbil, tillverkad av den tyska biltillverkaren Porsche mellan 1964 och 1965. Modellen kallades officiellt Porsche Carrera GTS på grund av samma namnrättsproblem som fordrade att Porsche 901 fick döpas om till Porsche 911, på grund av att Peugeot ville skydda sina modellnamn. Bilen var, under modellåret 1964, utrustad med en fyrcylindrig boxermotor på 180 hk, vilken ihop med dess relativt låga tomvikt på cirka 655 kg blev en framgångsrik tävlingsbil

## Historia
Efter att Porsche slutade med Formel 1-säsongen 1962, började de åter att fokusera på sportbilar. 904:an visades upp 1964 som en utveckling av Porsche 718, som blev introducerad 1957. Det var den första Porschen som använde en vit glasfiberkaross. Eftersom många tyska sportracers hade använt olackade aluminiumkarosser sedan de berömda Silverpilarna från 1934, lackades de flesta 904 i silver som är de tyska racingfärgerna. Porsche 904 markerade också en början av en serie sportbilar, som kulminerade i den mäktiga Porsche 917.
Porsche designade sin GTS-variant i första hand att tävla i FIA:s GT-klass på olika internationella racingtävlingar. Gatversionen kom 1964 för att det krävdes ett visst antal bilar möjliga att köpa, för att racingreglerna skulle uppfyllas. Båda versionerna var uppbyggda genom att en glasfiberkaross limmades på en rörram, för extra styvhet. Layouten med mittmotor hade hämtats från Porsche 718, också känd som RSK, som var fabrikens ledande racerbil (RS refererar till den tyska termen för racing, Rennsport).
Under 1964 blev 100 Porsche 904 byggda, med en hårt trimmad fyrcylindrig "Fuhrmann" boxermotor på 180 hk , som ursprungligen var byggd för racinganvändning i Porsche 550 Spyder och senare i 356 Carrera. För att vara på den säkra sidan, producerades tjugo bilar under modellåret 1965, varav några fick den 6-cylindriga boxermotorn från 911. Några få bilar tävlade för fabriken med en åttacylindrig boxermotor sprungen ur 1962 års F1-bil Porsche 804. Den sexcylindriga och åttacylindriga versionen kallades 904/6 och 904/8.
En racingpreparerad 4-cylindrig 904 vägde cirka 655 kg, vilket gav den möjlighet att accelerera från stillastående till 100 km/timmen på under 6 sekunder och en toppfart på över 250 km/timmen. Vikten på bilarna kunde variera en del, eftersom karossens glasfiberskikt kunde variera i tjocklek.
Genom de framgångar Porsche 904, med den första generationens glasfiberkaross, fick med sin låga vikt, blev detta tillvarataget i Porsche 906 från 1966 ("Carrera 6"), som fick en glasfiberklädd lätt kaross med rörram.

## Tekniska data
| Porsche 904                 | 904                                                                   | 904 GTS                                                               | 904-6                                                            | 904-8                                                                 |
| --------------------------- | --------------------------------------------------------------------- | --------------------------------------------------------------------- | ---------------------------------------------------------------- | --------------------------------------------------------------------- |
| Motor:                      | 4-cylindrig boxermotor                                                | 4-cylindrig boxermotor                                                | 6-cylindrig boxermotor                                           | 8-cylindrig boxermotor                                                |
| Kylning:                    | Luftkylning                                                           | Luftkylning                                                           | Luftkylning                                                      | Luftkylning                                                           |
| Cylindervolym:              | 1966 cm³                                                              | 1966 cm³                                                              | 1991 cm³                                                         | 2195 cm³                                                              |
| Borrning x slaglängd:       | 92 x 74 mm                                                            | 92 x 74 mm                                                            | 80 x 66 mm                                                       | 80 x 54,6 mm                                                          |
| Max effekt vid varvtal:     | 180 hk vid 7 200 v/min                                                | 155 hk vid 6 900 v/min                                                | 210 hk vid 8 000 v/min                                           | 270 hk vid 8 600 v/min                                                |
| Max vridmoment vid varvtal: | 169 Nm vid 5 000 v/min                                                | 196 Nm vid 5 000 v/min                                                | 196 Nm vid 6 000 v/min                                           | 230 Nm vid 7 000 v/min                                                |
| Kompression:                | 9,8 : 1                                                               | 9,8 : 1                                                               | 10,3 : 1                                                         | 10,2 : 1                                                              |
| Ventilstyrning:             | Dubbla överliggande kamaxlar per cylinderrad, 2 ventiler per cylinder | Dubbla överliggande kamaxlar per cylinderrad, 2 ventiler per cylinder | En överliggande kamaxel per cylinderrad, 2 ventiler per cylinder | Dubbla överliggande kamaxlar per cylinderrad, 2 ventiler per cylinder |
| Bränslesystem:              | 2 Weber tvåportsförgasare                                             | 2 Weber tvåportsförgasare                                             | 2 Weber tvåportsförgasare                                        | 4 Weber tvåportsförgasare                                             |
| Växellåda:                  | 5-växlad manuell                                                      | 5-växlad manuell                                                      | 5-växlad manuell                                                 | 6-växlad manuell                                                      |
| Hjulupphängning fram & bak: | Dubbla tvärlänkar, skruvfjädrar, krängningshämmare                    | Dubbla tvärlänkar, skruvfjädrar, krängningshämmare                    | Dubbla tvärlänkar, skruvfjädrar, krängningshämmare               | Dubbla tvärlänkar, skruvfjädrar, krängningshämmare                    |
| Chassi & kaross:            | Stålram med glasfiberkaross                                           | Stålram med glasfiberkaross                                           | Stålram med glasfiberkaross                                      | Stålram med glasfiberkaross                                           |
| Hjulbas:                    | 230 cm                                                                | 230 cm                                                                | 230 cm                                                           | 230 cm                                                                |
| Torrvikt:                   | 650 kg                                                                | 650 kg                                                                | 650 kg                                                           | 650 kg                                                                |
| Toppfart:                   | 263 km/h                                                              | 250 km/h                                                              |                                                                  |                                                                       |

## Racing

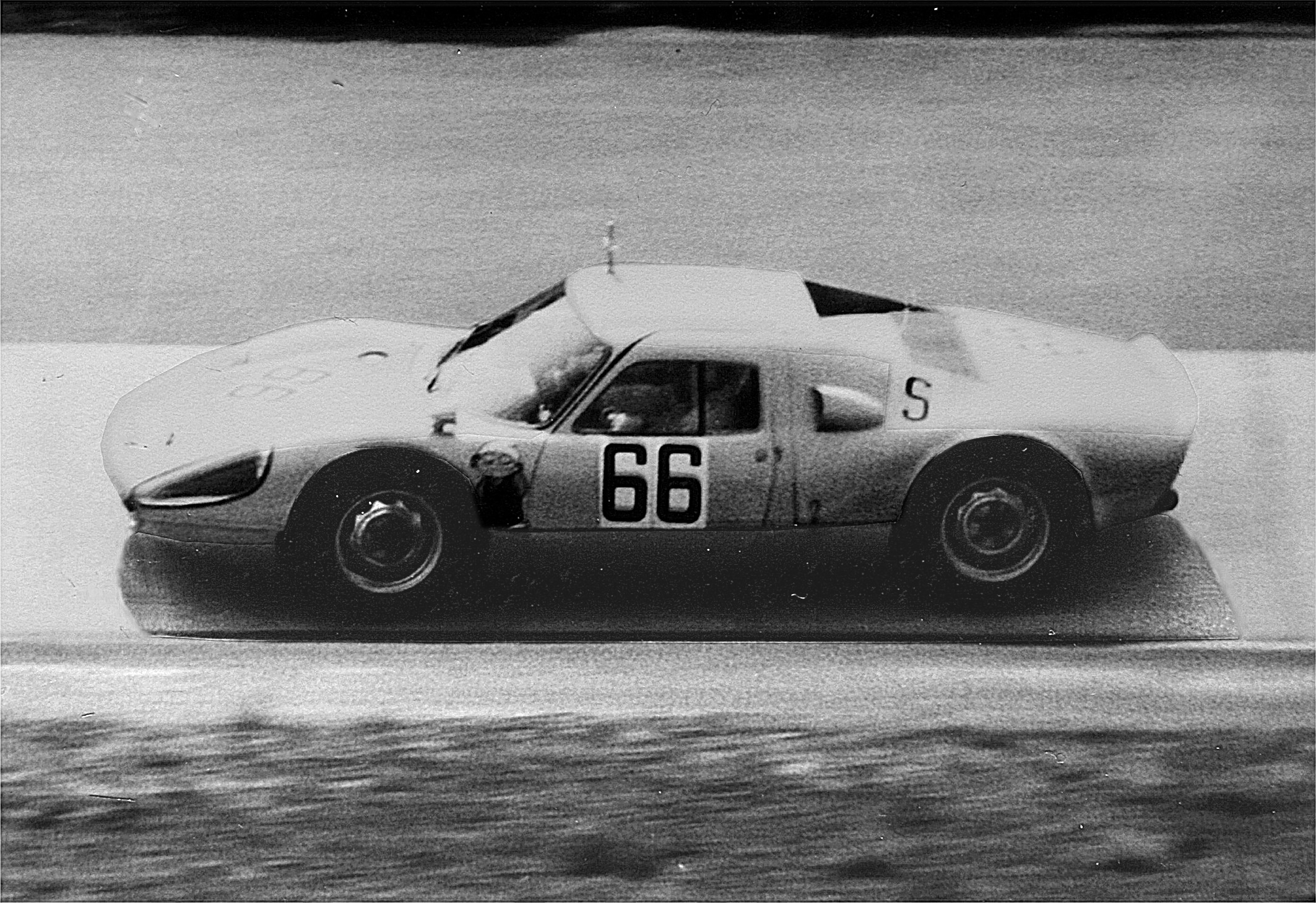
Porsche 904

I dess debutrace säsongen 1961 vann Porsche 904 Targa Florio-loppet i Palermo, Italien. Ett annat lopp under säsongen resulterade i förstaplatsen P3.0 på Sebring 12-timmars, körd av Briggs Cunningham och Lake Underwood.